# Kovács Árpád (kisebbségpolitikus)
Kovács Árpád (Kolozsvár, 1897. szeptember 13. – Nagyvárad, 1946. július 9.) kisebbségpolitikai és jogi szakíró, OMP-tag.

## Élete
A nagyváradi premontrei gimnáziumban tanult, Nyíregyházán érettségizett (1915), felsőfokú tanulmányokat a nagyváradi Jogakadémián folytatott; jogi doktorátust és ügyvédi diplomát Kolozsvárt szerzett (1925). Nagyváradon nyitott ügyvédi irodát. Az OMP Bihar megyei tagozatának főtitkára és ügyvédje, a párt Központi Intézőbizottságának tagja, 1933-tól a kisebbségi szakosztály előadója.
A Jakabffy Elemér összeállította Népkisebbségi kívánságaink és feladataink (Lugos, 1935) című kötet munkatársa. Kisebbségjogi, nemzetközi jogi, statisztikai és politikai tanulmányait a Magyar Kisebbség közölte, ezek közül különnyomatban is megjelent: Az anyanyelvi oktatás és A honosság problémája Romániában (1935). Kiemelkedő ugyanitt megjelent értekezése: Államnyelv a volt román s a mai magyar felekezeti iskolákban (1937).